# Exenatida
Exenatida (nome comercial: Byetta) é o primeiro de uma nova classe de medicamentos - a dos miméticos da incretina - aprovado para o tratamento do diabetes tipo 2, fabricado e comercializado por Amylin Pharmaceuticals e Eli Lilly & Co..

## Características
Exenatida é uma versão sintética da exendina-4, um hormônio encontrado na saliva do Monstro-de-Gila, um lagarto nativo de vários estados do sudoeste dos Estados Unidos. Exibe propriedades semelhantes ao GLP-1 humano, um regulador da glicose, secretagogo da insulina.
A exenatida é um peptídeo de 39 aminoácidos, cuja seqüência é homóloga em 50% da dos aminoácidos do GLP-1 (peptídeo-1 similar ao glucagon) da incretina, portanto exibem propriedades bem semelhantes, mas com a vantagem da exenatida ter uma meia-vida maior. 
Esta descoberta levou a uma fonte da proteína alternativa ao GLP-1, que causa secreção da insulina no estado diabético, mas sozinho é ineficaz em seu tratamento clínico, por ter uma meia-vida muito curta in vivo.
Embora possa abaixar a taxa de glicose no sangue por si própria, também pode ser combinada com outros medicamentos como pioglitazona, metformina, sulfoniluréia e insulina (ainda não aprovado pela FDA), para melhorar o controle do nível da glicose. Está aprovado também seu uso combinado com qualquer sulfoniluréia, metformina e tiazolinediona. O medicamento é injetado de forma subcutânea duas vezes ao dia, usando um dispositivo em forma de caneta.

## Estudos
Respostas típicas em humanos incluem melhorias na rápida liberação inicial de insulina endógena, supressão da liberação do glucagon pancreático, atrasando o esvaziamento gástrico e apetite reduzido - todas essas funções para abaixar a taxa de glicose sangüínea.
Embora algumas das outras drogas indicadas pro tratamento do diabetes - como sulfoniluréias, tiazolinedionas e insulina - sejam freqüentemente associadas com ganho de peso, os usuários de Byetta apresentaram freqüentemente perda de peso significante. Ao contrário das sulfoniluréias e meglitinidas, a exenatida só aumenta a síntese e secreção da insulina na presença de glicose, diminuindo assim o risco de hipoglicemia. Byetta também está sendo usado por alguns médicos para tratar a resistência à insulina.
Os hormônios da incretina - GLP-1 e GIP (peptídeo inibidor gástrico) - são produzidos pelas células endócrinas do intestino depois da ingestão de comida. O GLP-1 e o GIP estimulam a secreção de insulina pelas células beta das Ilhotas de Langerhans, no pâncreas.  Assim, foi testado em mamíferos para medir seu potencial de estimular secreção de insulina e diminuir o nível de glicose no sangue, e sua eficácia foi comprovada. Estudos feitos com roedores mostraram também sua capacidade de aumentar o número de células beta no pâncreas.

## Efeitos colaterais
- Pode aumentar o risco de hipoglicemia sulfonilúrea-induzida.
- Efeitos colaterais gastrointestinais geraram preocupação entre alguns profissionais da área de saúde, mas não foram estudados adequadamente.
- Usuários podem apresentar pancreatite aguda, de acordo com a FDA.[1]